# Aoi Todo
Aoi Todo (東堂葵, Tōdō Aoi) é um personagem fictício da série de anime e mangá Jujutsu Kaisen, criada por Gege Akutami. Estudante do terceiro ano da Escola Técnica Superior de Jujutsu de Quioto e feiticeiro de Grau 1, foi orientado na juventude por Yuki Tsukumo, feiticeira jujutsu de Grau Especial. Aoi é conhecido por sua força bruta e habilidades em combate, além de sua personalidade extrovertida e excêntrica.
Ao longo da série, Aoi desenvolve uma forte ligação com Yuji Itadori, a quem considera seu melhor amigo. Sua relação com Yuji é marcada por um respeito mútuo e uma camaradagem que se manifesta tanto em batalhas quanto em momentos de treinamento. Ademais, é um lutador habilidoso, capaz de utilizar técnicas amaldiçoadas poderosas.
Na adaptação animada pelo estúdio MAPPA, o personagem é dublado por Subaru Kimura no Japão e Filipe Albuquerque no Brasil. Aoi Todo é amplamente elogiado por seu carisma único, sua força impressionante e a dinâmica cômica que traz à série, tornando-o um dos personagens mais memoráveis e queridos pelos fãs de Jujutsu Kaisen.

## Criação e concepção
O mangaká Gege Akutami comparou Aoi Todo a um gorila altamente habilidoso. Ele foi concebido na trama como uma figura com uma personalidade cativante, louca e estrambólica. Segundo Akutami, a inspiração de Aoi veio do mangá Bleach, de Tite Kubo, do qual ele se baseou no personagem Zaraki Kenpachi. Akutami explica que sua grande cicatriz marcada no lado esquerdo foi resultado de um treinamento duro com sua professora Yuki Tsukumo. Em sua fanbook oficial, o criador afirma que Todo é um gênio acadêmico e especialista no uso de sua técnica e energia amaldiçoada, resultado de pontuações perfeitas nas aulas, além de marcar 9 a 10 em reflexos, ficando em terceiro, apenas atrás de Maki Zen'in e Yuji Itadori.

## Caracterização

### Aparência
Aoi Todo aparece na série como um jovem alto que mede mais de 1,90 metros de altura, chegando a ser páreo com Satoru Gojo. Ele possui em seu físico olhos pequenos, pele bronzeada, músculos robustos e cabelo preto arramado num coque de fios rebeldes, além de uma cicatriz marcada no lado esquerdo de seu rosto. Nas batalhas jujutsu, Todo costuma a retirar sua jaqueta e rasgar sua camiseta, mantendo sua faixa azul com as calças.

### Personalidade
Aoi é retratado como uma pessoa extremamente determinada, trazendo um equilíbrio entre seriedade e humor à narrativa. Ele possui um costume de perguntar às pessoas sobre qual era a mulher (ou homem) ideal delas, analisando-as e respondendo-as conforme a situação. O motivo de tal costume se remete ao seu passado como criança, quando Aoi, mesmo demonstrando uma força extraordinária, percebia que sua vida parecia banal por conta de seu poder esmagador até o momento em que Yuki surgiu e perguntou-lhe qual seria o seu tipo de mulher, algo que mudou o rumo de sua vida.

### Poderes e habilidades
Além de ser fortemente destemido, Aoi Todo é considerado um feiticeiro absurdamente forte em diversos atributos. Ele demonstra uma força e velocidade fora do comum, baseando-se no combate corpo a corpo, habilidade na qual é experiente, podendo ser aprimoradas ao serem imbuídas de energia amaldiçoada. Foi relatado, inclusive, que Todo derrotou cinco espíritos amaldiçoados de Grau 1 e Grau Especial durante o Desfile Noturno dos Cem Demônios de Quioto, utilizando exclusivamente sua técnica amaldiçoada para derrubar espíritos de Grau Especial.
Sua habilidade especial Boogie Woogie (不義遊戯, Bugi Ugi) permite-lhe trocar de lugar com qualquer pessoa ou objeto que tenha uma quantidade significativa de energia amaldiçoada através do seu bater de palmas, destacando sua capacidade estratégica e poder em batalhas. Como somente é ativada quando o usuário bate as palmas, a técnica não exige que Todo toque necessariamente as palmas de suas mãos, de contrapartida, pode tocar na palma de outrem, como do espírito amaldiçoado Mahito no arco do Incidente de Shibuya.
Quando Aoi perdeu a sua mão esquerda durante a batalha em Shibuya e substituiu-a por um vibraslap [en], a condição do uso da habilidade passa a ser um contato da peça de metal com uma caixa de madeira. Essa técnica inata permite com que o usuário realize aproximadamente com 50 trocas por segundo, e, caso o número de trocas por golpe se delimitar, seu alvo e seu alcance podem ser expandidos por meio de um pacto de ligação.

## Aparições
Antes do início do Evento da Boa Vontade de Quioto, Aoi Todo, ao lado de Mai Zen'in, surge um oponente formidável e intimidador, mas logo se destaca por sua atitude determinante e comportamento excêntrico, abordando Megumi Fushiguro e Nobara Kugisaki, estudantes do colégio de Tóquio, com um questionamento peculiar, perguntando a cada um deles sobre seu tipo de mulher ou homem, surpreendendo e confundindo seus colegas. Megumi respondeu que não possui preferência, desde que a pessoa seja compassiva. Entretanto, Aoi não se impressiona com a resposta e confirma que o estudante do primeiro ano era chato como ele pensava. Com isso, ambos os feiticeiros jujutsu duelam entre si, sendo interrompidos logo depois por Toge Inumaki, outro estudante de Tóquio, após usar sua técnica herdada Fala Amaldiçoada (呪言, Jugon).
No decurso do evento, o qual os feiticeiros de Tóquio e Quioto disputam a caçada aos espíritos amaldiçoados, com o intuito intrínseco de exorcizar o receptáculo de Ryomen Sukuna, Aoi se encontra com Yuji Itadori, estudante de Tóquio e hospedeiro do Rei das Maldições, e ambos lutam entre si. Enquanto os dois feiticeiros duelavam, Todo pergunta a Itadori qual era o seu tipo de mulher. Embora parecesse exorbitante perguntar num campo de batalha, Yuji responde que seu tipo ideal seria "garotas altas com bundas grandes", tipo esse que coincide com o de Aoi, surpreendendo o mesmo. A partir desse momento, passa-se uma memória utópica em Aoi, onde o aluno do primeiro ano e ele conversam sobre a paixão de Todo pela ídolo Nobuko Takada, e logo depois o mesmo afirma que ambos seriam melhores amigos daqui em diante e invencíveis em sua cidade natal. Retornando à realidade, Todo chora e diz que Yuji é seu melhor amigo, e ele, por sua vez, ficou confuso.
Depois de notar algo em comum entre os dois, Aoi Todo instrui Yuji Itadori a se tornar um feiticeiro forte, contribuindo voluntariamente para o seu desenvolvimento. À medida em que os dois feiticeiros lutam, Aoi explica a ele como canalizar sua energia amaldiçoada adequadamente, mostrando de fato como ela deveria fluir. Nesse momento, o feiticeiro experiente afirma que pensar as partes do corpo como desiguais atrasa o fluxo da mesma, por isso, orienta Itadori a não se prender em só acelerar seu fluxo, embora seja difícil lê-lo. Por fim, Todo diz a Yuji que todos os seres vivos existem com corpo e alma. Com isso, o aluno do primeiro ano compreende como fazer fluir a energia amaldiçoada dentro de seu corpo, revelando todo o seu potencial. Finalizando a discussão, Aoi luta contra Itadori em prol de sua evolução, fazendo com que o último se unisse a ele no "caminho dos mais fortes".
Quando uma invasão iminente de Hanami, espírito amaldiçoado de Grau Especial, ocorre, os dois feiticeiros surgem em um determinado local para salvar Megumi e Maki. Aoi Todo pede para Panda levá-los longe daquele lugar, enquanto ele e Yuji lidam com o espírito. Hanami repara a força de Aoi, mas o subestima por ser mais fraco que ele. Aoi decide assistir o duelo entre o estudante do primeiro ano e o espírito com intuito dele utilizar o Lampejo Negro (黒閃, Kokusen), ainda que morra na batalha. Em um certo momento, Yuji quase desbloqueia a técnica, mas sua raiva pelo que as maldições fizeram com seus parceiros o impede de realizar o golpe. Todo o adverte por não se concentrar corretamente e aconselha-lhe a conter sua raiva e eliminar distrações. Graças a isso, Itadori desperta o Fulgor Negro ao aplicar a energia amaldiçoada dentro de 0,000001 segundo após golpear Hanami. Com a técnica despertada, Aoi se alegra por Yuji ter acertado a maldição, e decide se juntar a ele na luta contra o espírito amaldiçoado. Aproximando-se do clímax da batalha, sentindo prazer em lutar, Hanami revela todo seu potencial, enquanto Todo libera o Boogie Woogie. Ambos os feiticeiros entram em sinergia através da troca de lugar, com Yuji desferindo quatro golpes de Lampejo Negro em Hanami. A luta entre os três atinge o seu apogeu, e Aoi, após realizar algumas trocas com Itadori, lembra-se do ponto fraco do espírito amaldiçoado que foi dito a ele por Megumi: os galhos na região dos olhos. Ele, portanto, pega a arma amaldiçoada de Maki Zen'in deixada no riacho e fere gravemente Hanami. No momento em que este ativaria sua expansão de domínio, a barreira que cobria a escola jujutsu de Tóquio some e Satoru Gojo interrompe o duelo.
Após o término do evento, Aoi se reúne com a feiticeira jujutsu Mei Mei e Yoshinobu Gakuganji, diretor da escola jujutsu de Quioto, onde os três debatem sobre qual seria as recomendações dos novos cinco feiticeiros de Grau 1, tendo como resultado a promoção dos estudantes Yuji, Nobara, Panda, Maki e Megumi. Com essa seleção, Aoi Todo discute com Mei Mei em relação a essas promoções enquanto fazem uma disputa amistosa de tênis de mesa. Ele acredita que Yuji Itadori aceitaria a recomendação e que participaria de missões para procurar os dedos de Sukuna, pontuando que iria trabalhar junto com ele para novas missões. Mei Mei nega afirmando que quem fez a recomendação não poderia acompanhar tal feiticeiro. Ao ouvir a resposta, Aoi se desaponta e perde a disputa logo em seguida.
Em Shibuya, não priorizando resgatar Satoru Gojo do Reino da Prisão (獄門疆, Gokumonkyō), Aoi Todo opta por salvar seus aliados, como seu melhor amigo Itadori, que por sua vez sofria com perda de seu professor Kento Nanami e de sua amiga Nobara Kugisaki, ambos mortos por Mahito, espírito amaldiçoado de Grau Especial, carregando sobre si muitas culpas além destas. Entrando na estação, no momento em que Mahito tenta matar Yuji, Aoi aparece naquele momento e usa o Boogie Woogie para trocar de lugar com a maldição, fazendo isso múltiplas vezes enquanto Mahito tentava atacar. Ele percebe o abalo emocional de Itadori e tenta reconfortá-lo, dizendo a ele para não se limitar aos infortúnios, garantindo que enquanto feiticeiros jujutsu estiverem dispostos a lutar, os falecidos de fato não seriam derrotados, encorajando-o a continuar lutando, sendo esse o "castigo" dos feiticeiros. Enquanto isso, Mahito buscava atacá-lo de diversas maneiras, mas Aoi consegue evitá-las. Com Yuji se erguendo ao se lembrar de Nanami e lançando o Lampejo Negro sobre a maldição, Todo o dá boas-vindas pelo retorno e ambos lutam contra a maldição.
À medida que a batalha ganha proporção, Aoi, Yuji e Mahito ultrapassam seus limites. Inicialmente, sabendo que uma transfiguração na alma forte de Todo não poderia matá-lo, a maldição lança um humano transfigurado para distrair Itadori, mas Aoi troca de posição e fica atrás de Mahito. O feiticeiro de Grau 1 pensa ficar para trás visto que o espírito de Grau Especial sabe utilizar agora o Lampejo Negro. Como Yuji se recusou a ficar para trás, Todo decidiu fazer o mesmo, desferindo um grande chute imbuído de Lampejo Negro. Surpreso com o golpe, Mahito reconhece o potencial de cada feiticeiro e opta por aumentar o nível do duelo. Lançando sua técnica de extensão Multiplicidade de Almas (多重魂, Tajukon), a maldição ativa uma habilidade derivada da técnica para atacar Aoi e Yuji, levando os dois à superfície. Todo percebe que Mahito usou tal técnica para liberar várias almas com bocas deformadas em todas as direções e travar o Boogie Woogie. Logo depois dos feiticeiros jujutsu derrubarem aquelas almas, Mahito tenta separar Aoi de Yuji, focando-se no último. Para isso, o mesmo criou um humano transfigurado poderoso por meio de almas com rejeição fraca. Embora tenha golpeado subitamente Todo, o feiticeiro de Grau 1 infunde uma pedra com energia amaldiçoada atrás de seu adversário e troca de posição com ela, derrubando-o facilmente com apenas um soco. Surpreendido pelo golpe dado, Aoi Todo enfrenta mais dois desses humanos transfigurados, perdoando-as almas contidas neles. Hesitado, Mahito ativa de repente sua expansão de domínio, Auto-Personificação da Perfeição (自閉円頓裹, Jihei Endonká), em 0,2 segundos, prendendo tanto Aoi quanto Itadori. Todo usa seu domínio simples ensinado por Yuki, contudo sua mão começa a transfigurar-se. Antes que desse efeito no corpo inteiro, Aoi imediatamente corta sua mão esquerda e é atacado por um soco fortemente imbuído de Lampejo Negro por Mahito na região do estômago. Distraído com o colar de Todo caído no chão, a mão da maldição é tocada com a palma da outra mão do feiticeiro de Grau 1, o qual o fez trocar de lugar com Yuji, sendo esse seu último ato na batalha.
Depois de um período razoável fora a fim de se recuperar, Todo retorna no meio do campo de batalha entre Ryomen Sukuna e Yuji Itadori com uma bandagem na região onde ficava a mão esquerda.

## Recepção
Tanto no mangá quanto no anime de Jujutsu Kaisen, Aoi Todo foi bem recebido pelo público. Sua personalidade extrovertida, seu senso de humor peculiar e seu forte senso de justiça o tornaram um personagem popular entre os fãs da série. O colunista Daniel Kurland do Comic Book Resources elogia o personagem, afirmando que Todo é um peso-pesado que aparece na série somente para ser um dos melhores amigos de Yuji Itadori. O mesmo acrescenta que seu senso de humor e comportamento servem para cortar a tensão das cenas e aliviar a pressão, destacando muitas qualidades, como abraçar sua única natureza, ser simpático e contagiante, um grande amigo e virtuoso e excelente guerreiro e estrategista. No primeiro ranking de popularidade de Jujutsu Kaisen, que contou com mais de 160 mil votos, Todo ficou em oitavo lugar, superado por personagens notáveis como Ryomen Sukuna, Maki Ze'nin e Satoru Gojo.